# Dieter Stamm
Dieter Stamm (* 27. September 1965 in Baden AG) ist ein Schweizer Autor und Journalist aus Biel. Neben der Schriftstellerei arbeitet er als Journalist. Im Jahr 2000 erhielt Stamm für seine Reportage «Alltag in der Strafanstalt Witzwil» im Bieler Tagblatt den BZ-Preis Lokaljournalismus der Berner Zeitung.

## Werke
- Hundstage. Gassmann, Biel 2008, ISBN 978-3-906140-79-7.
- Amarie von Biel. Gassmann, Biel 2006, ISBN 978-3-906140-74-2.
- Bänziger und andere Geschichten. Gassmann, Biel 2005, ISBN 3-906140-67-9.
- Tod in Biel. Gassmann, Biel 2004, ISBN 3-906140-61-X.